# Torxé
Torxé település Franciaországban, Charente-Maritime megyében. Lakosainak száma 252 fő (2022. január 1.). Torxé Chantemerle-sur-la-Soie, Landes, Les Nouillers, Tonnay-Boutonne, La Vergne és Voissay községekkel határos.

## Népesség
A település népessége az elmúlt években az alábbi módon változott:
| Lakosok száma | 272  | 216  | 202  | 231  | 231  | 211  | 202  | 230  | 244  | 252  |
|               | 1968 | 1982 | 1990 | 2006 | 2013 | 2015 | 2017 | 2019 | 2020 | 2022 |